# Otto Hellinghaus
Otto Hellinghaus (* 23. März 1853 in Drolshagen; † 26. August 1935 in Münster) war ein deutscher Philosoph, Schriftsteller und Lehrer. Hellinghaus verwendete auch die Pseudonyme Otto Heinrichs und Otto Lingau.

## Leben
Otto Hellinghaus wurde 1853 als erstes Kind des Kaufmanns und Bankiers Johann Baptist Hellinghaus und seiner Frau Johanna Catharina Börsch in Drolshagen geboren. Nach dem Besuch der Lateinschule in Olpe und des Gymnasiums in Paderborn, wo er 1871 das Abitur machte, studierte er drei Semester Philosophie, Philologie und Geschichte an der Universität in Münster. Er setzte sein Studium in Halle (Saale) (ein Semester) und Leipzig (drei Semester) fort. 1875 promovierte er zum Dr. phil. in Leipzig. Ab 1876 war er Lehrer und Direktor an verschiedenen Gymnasien (u. a. in Münster und Wattenscheid). In Nebentätigkeit war er als Nachfolger von Heinrich Geisberg lange Zeit Stadtarchivar in Münster. Des Weiteren war er Mitglied vieler westfälischer Vereinigungen.  Im Jahr 1897 wurde Hellinghaus zum ordentlichen Mitglied der Historischen Kommission für Westfalen gewählt, aus der er 1923 ausschied.
1913 erhielt er den Roten-Adlerorden.
Zu seinen Schriften zählen viele historische Biographien (z. B. über Maximilian von Mexiko), heimatgeschichtliche Werke (z. B. über die letzte Pestepidemie in Münster 1666–1667) und philosophische Texte.
Er trat auch als Übersetzer historischer Werke hervor. Eine Teilübersetzung des Dialogus miraculorum ([Dialog über die Wunder] des Zisterziensers Caesarius von Heisterbach) erschien 1925 im Deutschherren Verlag, Aachen.
Hellinghaus war mit Mathilde Schlösser verheiratet, das Paar hatte vier Kinder.

## Werke
- Otto Hellinghaus: Hundert lateinische Marienhymnen. Originaltexte mit Übersetzungen deutscher Dichter. Kulmbach 2015, ISBN 978-3-943506-33-4.